# إكصورات
الإكصورات (الاسم العلمي:†Ichthyosauridae) هي فصيلة من الزواحف المائية المنقرضة تتبع رتبة الإكصوريات.

## الأجناس
- الإكصور